# Magic Bus: The Who on Tour
Magic Bus: The Who on Tour es un álbum recopilatorio del grupo británico The Who, publicado por la compañía discográfica Decca Records en septiembre de 1968. El álbum, publicado en los Estados Unidos para aprovechar el éxito del sencillo «Magic Bus», incluyó material previamente publicado y no fue lanzado en el Reino Unido. Alcanzó el puesto 39 en la lista estadounidense Billboard 200.
La lista de canciones incluye algunos temas del segundo y tercer álbum del grupo, pero también contiene sencillos y temas de EP no disponibles anteriormente en un álbum estadounidense. Miembros del grupo, y Pete Townshend en particular, han expresado con frecuencia su insatisfacción por el recopilatorio. Cuando fueron tomadas las imágenes para la portada, el grupo desconocía que iban a ser utilizadas para un álbum. Siguiendo su modesto éxito en la lista de discos más vendidos, otro recopilatorio similar pero con una lista de canciones diferente, Direct Hits, fue publicado en el Reino Unido.
En 1974, el álbum fue reeditado en los Estados Unidos y Canadá por MCA Records como parte de un doble álbum de precio recucido junto al debut del grupo, My Generation. En la década de 1980, MCA reeditó el álbum en disco compacto, pero no fue incluido en el catálogo de remasterizaciones de mediados de la década de 1990. 

## Lista de canciones
| Cara A |                                            |                       |          |  |
| N.º    | Título                                     | Publicación original  | Duración |  |
| 1.     | «Disguises»                                | Ready Steady Who      | 3:14     |  |
| 2.     | «Run Run Run»                              | A Quick One           | 2:44     |  |
| 3.     | «Dr. Jekyll and Mr. Hyde» (John Entwistle) | Cara B de «Magic Bus» | 2:27     |  |
| 4.     | «I Can't Reach You»                        | The Who Sell Out      | 3:05     |  |
| 5.     | «Our Love Was, Is»                         | The Who Sell Out      | 3:09     |  |
| 6.     | «Call Me Lightning»                        | Cara B de «Dogs»      | 2:25     |  |

| Cara B |                                                          |                              |          |  |
| N.º    | Título                                                   | Publicación original         | Duración |  |
| 7.     | «Magic Bus»                                              |                              | 3:21     |  |
| 8.     | «Someone's Coming» (John Entwistle)                      | Cara B de «Magic Bus»        | 2:33     |  |
| 9.     | «Doctor, Doctor» (John Entwistle)                        | Cara B de «Pictures of Lily» | 3:02     |  |
| 10.    | «Bucket T» (Don Altfeld, Roger Christian, Dean Torrence) | Ready, Steady, Who           | 2:11     |  |
| 11.    | «Pictures of Lily»                                       |                              | 2:43     |  |